# Denguin
Denguin är en kommun i departementet Pyrénées-Atlantiques i regionen Nouvelle-Aquitaine i sydvästra Frankrike. Kommunen ligger i kantonen Lescar som tillhör arrondissementet Pau. År 2022 hade Denguin 1 774 invånare.

## Befolkningsutveckling
Antalet invånare i kommunen Denguin
| Referens: INSEE |